# Open 13 1994
L'Open 13 1994 è stato un torneo di tennis giocato sul sintetico indoor.
È stata la 2ª edizione dell'Open 13,che fa parte della categoria World Series nell'ambito dell'ATP Tour 1994.
Si è giocato al Palais des Sports di Marsiglia in Francia, dal 31 gennaio al 7 febbraio 1994.

## Campioni

### Singolare
Marc Rosset ha battuto in finale  Arnaud Boetsch con il punteggio di 7–6(6), 7–6(4).

### Doppio
Jan Siemerink /  Daniel Vacek hanno battuto in finale  Martin Damm /  Evgenij Kafel'nikov con il punteggio di 6–7, 6–4, 6–1.